# チャールズ・レイドパス
チャールズ・レイドパス (Charles Decker Reidpath、1889年9月20日- 1975年10月21日)は、アメリカ合衆国の陸上競技選手。1912年ストックホルムオリンピックの金メダリストである。

## 経歴
レイドパスは、ニューヨーク州バッファロー出身。シラキュース大学在学中の1912年には学生の大会で220ヤード、440ヤードを制すなど、学生陸上ではスター選手であった。
レイドパスは、1912年に土木工学の学士を取得し大学を卒業。親戚からスポーツをやめて、家業を手伝うようにいわれていた。しかし、彼は同年のストックホルムオリンピックの代表に選ばれ、400m走に出場。48.2秒のオリンピック新記録で金メダルを獲得。さらに4×400mリレーにもアンカーとして出場。3分16秒6の世界新記録で2つめの金メダルを獲得した。
第二次世界大戦中は、陸軍中佐としてイギリス、フランス、ベルギーの兵站部隊に従軍。北フランス、ラインラントの戦いで功績をあげる。1948年にニューヨーク州兵から退役する時には准将まで昇格していた。陸上と軍での経歴以外では、民間の建設会社やバッファロー市の公共建築部門に従事するなど、建築家としても活躍した。